# Trem regional
Trem regional (português brasileiro) ou Comboio regional (português europeu) é um termo usado para serviços de trem de passageiros que operam entre cidades e vilas. Esses trens operam com mais paradas do que os trens intercidades, e ao contrário dos trens suburbanos, operam além dos limites das áreas urbanas, conectando cidades e vilas menores.

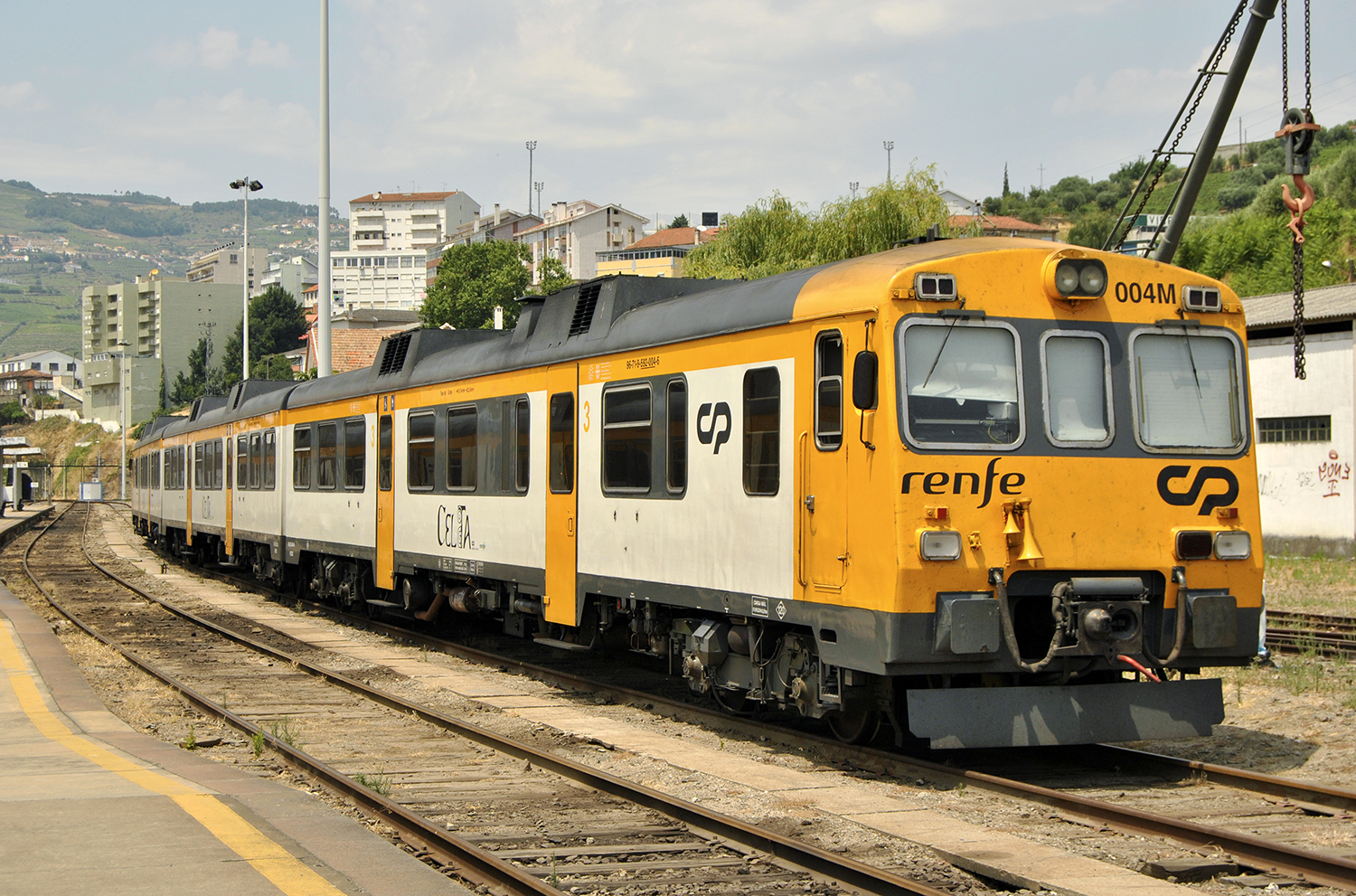
Uma composição CP 592 da Comboios de Portugal em serviço na Linha do Oeste.

Na América do Norte, o termo é frequentemente usado como sinônimo de trem suburbano, muitas vezes usando trem suburbano para se referir a sistemas que oferecem serviços principalmente ou apenas durante o horário de pico, enquanto trem regional se refere a sistemas que oferecem serviços durante todo o dia.

## Características
O trem regional geralmente é definido como o fornecimento de serviços que ligam áreas urbanas, ao contrário do trem suburbano, que liga locais dentro de uma única área urbana. Diferentemente dos serviços interurbanos, os trens regionais param em mais estações e atendem a comunidades menores. Eles podem compartilhar rotas com serviços interurbanos, fornecendo serviços para assentamentos que os trens interurbanos ignoram, ou ser o único serviço em rotas com pouco movimento para justificar o serviço interurbano.
Os serviços ferroviários regionais têm muito menos probabilidade de serem lucrativos do que os interurbanos (principalmente porque muitos passageiros usam passes mensais, o que resulta em um preço mais baixo por viagem, e a velocidade média mais baixa resulta em menor distância, o que significa menos receita de passagens por hora de operação) e, portanto, exigem financiamento do governo. Isso é justificado por motivos sociais ou ambientais e porque os serviços ferroviários regionais geralmente funcionam como alimentadores de linhas interurbanas mais lucrativas.
Há também serviços que estão entre regionais e intermunicipais, como o Oresundtrain (entre Copenhague e três cidades na Suécia a mais de 3 horas de distância) com padrão de parada como um trem regional e preços de passes que atraem passageiros a trabalho.

## Trem regional em diferentes países
Esta lista descreve os termos usados para transporte ferroviário regional em vários países, conforme descrito abaixo:
| País               | Companhia ferroviária          | Nome                                                                     | Comentários |
| ------------------ | ------------------------------ | ------------------------------------------------------------------------ | --- |
| Argélia            | SNTF                           | Inter-villes / Réseau de lignes de banlieue                              | O "Inter-villes" autorail é o trem regional na Argélia, e o "Réseau de lignes de banlieue" (trem suburbano) é o trem suburbano das grandes cidades argelinas, como Argel, Orã, Constantina e Annaba |
| Austrália          | Queensland Rail                | Traveltrain                                                              | Opera trens de longa distância em Queensland a partir de Brisbane. (Exceto The Inlander) |
| Austrália          | NSW TrainLink                  |                                                                          | Opera trens regionais e interurbanos em Nova Gales do Sul a partir de Sydney ou de Newcastle, e também operações interestaduais para Melbourne e Brisbane. |
| Austrália          | Transwa                        |                                                                          | Opera trens regionais em Austrália Ocidental para Kalgoorlie e Bunbury a partir de Perth. |
| Austrália          | V/Line                         |                                                                          | Opera serviços regionais e interurbanos em Vitória a partir de Melbourne, é bem conhecido por operar o V/locity DMU. |
| Áustria            | ÖBB                            | Regionalzug                                                              | "Trem regional". Para em todas as paradas. Eles só oferecem 2ª classe. |
| Bélgica            | NMBS/SNCB                      | lokale trein/train local                                                 | "Trem local" |
| Catalunha, Espanha | Rodalies de Catalunya e FGC    | Regional, Regional Exprés e Mitjana Distància                            | Até 2008, Regional Exprés era oficialmente conhecido como Catalunya Exprés. Em breve, em 2024, a FGC assumirá a linha R12 da Rodalies de Catalunya, onde atualmente a Renfe Operadora opera os trens. |
| China              | China Railway                  | 市郊旅客列车                                                             | " zh" (trens da série S), não comum. Note que os trens " zh" (trens da série C) podem ser mais frequentes do que os Suburban Railways e são usados para deslocamento. |
| Chéquia            | ČD                             | Osobní vlak, Spěšný vlak                                                 | "Trem de passageiros", "Trem semi-rápido" |
| Dinamarca          | DSB, Arriva                    | Regionaltog                                                              | "Trem regional". Esta categoria é usada para trens que geralmente param em todas as estações. |
| Finlândia          | VR Group                       | Taajamajuna (Finlandês) (FI), Regionaltåg (Sueco)                        | "Trem de conurbação". Os anúncios da estação usam "trem regional". |
| França             | SNCF / RATP                    | TER, RER, Transilien                                                     | Transport Express Régional (TER) na maioria das regiões francesas, Transilien e RER para Île-de-France |
| Alemanha           | DB e outros                    | Regionalbahn (RB) Regionalexpress (RE)                                   | "Trem regional". Esta categoria é usada para trens que param em todas as estações fora das áreas urbanas. Anteriormente, eram chamados de Nahverkehrszug e antes de Personenzug. |
| Alemanha           | DB                             | S-Bahn (S)                                                               | "Trem suburbano" ou "trem urbano". Esta categoria é usada para trens que param em todas as estações em uma cidade. S-Bahn só opera em cidades. No campo, é chamado de "Regionalbahn" (veja acima). |
| Índia              | IR                             | Passenger train                                                          | "Trem de passageiros" ou simplesmente "Passenger". Esta categoria é usada para trens que param em todas as estações ao longo de sua rota. |
| Índia              | NCRTC                          | RapidX                                                                   | Sistemas de trânsito rápido regional que oferecem conectividade semi-alta velocidade dentro das regiões. |
| Indonésia          | KAI                            | Kereta Ekonomi Lokal                                                     | "Trem de Economia Local". Esta categoria é usada para trens que param em todas as estações ao longo de sua rota para uma grande cidade dentro de uma área operacional. Excepcionalmente, quando operam em padrão sobreposto com o trem suburbano de Jacarta, o trem só para em certas estações. |
| Itália             | Trenord                        | Treno regionale                                                          | "Trem regional". Esta categoria é usada para trens que param em todas as paradas ou na maioria delas. Esses trens são operados pela Trenord, a empresa de trens regionais da Lombardia. |
| Itália             | Trenitalia                     | Treno regionale (IT)                                                     | "Trem regional". Esta categoria é usada para trens que param em todas as paradas ou na maioria delas. Anteriormente, os trens regionais eram chamados de treni locali (trens locais). |
| Japão              | JR group                       | 中距離列車 近郊形電車 アーバンネットワーク(āban nettowāku) (JA)          | "Trem de média distância," "Trem suburbano," "Rede Urbana." Essas categorias são usadas para trens que param em menos paradas do que os trens suburbanos em áreas urbanas, e param em todas as paradas nos subúrbios ou mais distantes. |
| Luxemburgo         | CFL                            | Regionalbunn (LB), RegionalExpress                                       | Regionalbunn ("Trem regional") é usado para trens que param em quase todas as estações, ao contrário do RegionalExpress. |
| Países Baixos      | NS e outros                    | Sprinter (NS)/Stoptrein (outros) (NL)                                    | "Sprinter" ou "trem parador". Conecta cidades próximas, para em (quase) todas as estações, o serviço básico de trem local. |
| Noruega            | NSB                            | Regiontog                                                                | "Trem regional". Este termo é usado pela Norges Statsbaner para trens de média e longa distância: aqueles que não param em todas as estações. A Noruega não tem trens de alta velocidade, exceto por distâncias curtas. Trens de longa distância têm paradas frequentes, pois também são usados para viagens regionais e não tentam competir com viagens aéreas, pois as ferrovias são sinuosas e lentas. |
| Polônia            | Polregio                       | Pociąg REGIO (PL)                                                        | "Trem REGIO" |
| Portugal           | Comboios de Portugal           | Comboio Regional (PT)                                                    | "Comboio Regional". Para nas estações onde uma pessoa comprou um bilhete para a parada. Con ecta várias cidades e vilas às grandes cidades ao redor da costa. |
| Romênia            | CFR                            | Regio                                                                    | Abreviação de "Regional" (anteriormente, Personal) |
| Sérvia             | Serbian Railways               | Putnički voz (Trem de passageiros)                                       | Trens de curta, média e longa distância que param em todas as estações entre dois pontos. Esses trens são geralmente os mais lentos na Sérvia, mas são os mais comumente usados devido ao seu preço baixo em comparação com Brzi voz ("Trem rápido", parando apenas nas principais estações) e Inter Siti Srbija ("InterCity Sérvia", semelhante ao Brzi voz, exceto que a maioria são trens internacionais). A maioria dos trens Putnički voz são compostos por uma locomotiva ŽS 441/ŽS 444 e um a três vagões ou EMU ŽS 412. Há planos para substituir os ŽS 412 por novos conjuntos ŽS 413. Agora é chamado de Regio. |
| Espanha            | Renfe Operadora                | Media Distancia                                                          | "Média Distância" (anteriormente, Regionais). |
| Suécia             | SJ e outros                    | Regionaltåg (SV)                                                         | "Trem regional". As organizações de transporte público organizam trens locais e regionais na Suécia, com bilhetes semelhantes em ambos os casos, com preços de passes mensais competitivos com a condução de carro. Em alguns casos, os bilhetes de viagem única são vendidos principalmente pelo operador. A SJ vende bilhetes para todos os trens regionais, em paralelo com o principal operador. |
| Suíça              | SBB-CFF-FFS e outros           | Regionalzug (Alemão) Train régional (Francês) Treno regionale (Italiano) | "Trem Regional". Substitui os termos anteriores Personenzug (Alemão, "trem de passageiros") e train omnibus (Francês) para ter uma descrição mais precisa e basicamente a mesma palavra em todas as três línguas nacionais. A partir de dezembro de 2004, a abreviação Regio foi introduzida para todas as línguas. Trens nomeados Regio param em todas as estações. |
| Taiwan             | Taiwan Railways Administration | 區間車 (Chinês)                                                          | Trens locais param em todas as estações nas linhas principais; classe exclusiva em linhas de ramal de passageiros. Os conjuntos de trens incluem: EMU500, EMU700, EMU800 e DRC1000. |
| Turquia            | TCDD                           | Bölgesel Tren                                                            | "Trem Regional". Para em (quase) todas as estações, o serviço básico de trem local. |
| Reino Unido        | British Rail (1982–1997)       | Regional Railways                                                        | Serviços de trem fora de Londres e Sudeste que não são trens InterCity. |